# آویهو بن نون
آویهو بن نون (انگلیسی: Avihu Ben-Nun؛ زادهٔ ۲۴ دسامبر ۱۹۳۹) سرلشکر بازنشسته نیروهای دفاعی اسرائیل است، که در فاصله سال‌های ۱۹۸۷ تا ۱۹۹۲ به‌عنوان یازدهمین فرمانده نیروی هوایی اسرائیل فعالیت می‌کرد.
بن نون فعالیت نظامی را از سال ۱۹۵۷ در نیروی هوایی اسرائیل آغاز کرد، از ۱۹۶۷ تا ۱۹۶۹ فرماندهی اسکادران ۱۱۶ را برعهده داشت، از ۱۹۶۹ تا ۱۹۷۲ فرمانده اسکادران ۶۹ بود، از ۱۹۷۲ تا ۱۹۷۵ به‌عنوان معاون عملیات تهاجمی نیروی هوایی فعالیت می‌کرد. 
وی از ۱۹۷۵ تا ۱۹۷۷ معاون عملیات تاکتیکی نیروی هوایی بود، از ۱۹۷۷ تا ۱۹۸۰ فرماندهی پایگاه هوایی هاتزور و از ۱۹۸۰ تا ۱۹۸۲ فرماندهی پایگاه هوایی تل نوف را برعهده داشت، از ۱۹۸۲ تا ۱۹۸۳ به‌عنوان رئیس عملیات نیروی هوایی اسرائیل فعالیت می‌کرد، از ۱۹۸۳ تا ۱۹۸۵ معاون ساخت نیروی هوایی بود و از ۱۹۸۵ تا ۱۹۸۷ رئیس اداره برنامه‌ریزی نیروهای دفاعی اسرائیل بود.

## زندگی‌نامه
بن-نون در سال ۱۹۵۷ به نیروی هوایی اسرائیل پیوست و خلبان جنگنده شد. در سال ۱۹۶۳ او پرواز با داسو میراژ ۳ را آغاز کرد، اما در آستانه جنگ شش روزه، معاون فرمانده اسکادران ۱۱۶ «مدافعان جنوب» شد و با هواپیماهای داسو میستر پرواز می‌کرد. او پس از آنکه فرمانده اسکادران مجبور به خروج اضطراری در اوایل جنگ شد، فرماندهی موقت این اسکادران را بر عهده گرفت. پس از جنگ، او به‌عنوان فرمانده اسکادران ۱۱۹ منصوب شد که در آن زمان در پایگاه هوایی تل نوف مستقر بود. در ژوئیه ۱۹۶۷، بن-نون یک میگ-۲۱ مصری را بر فراز کانال سوئز و در اکتبر ۱۹۶۷ یک میگ-۲۱ دیگر را سرنگون کرد.
در مارس ۱۹۶۹، بن-نون یکی از اولین خلبانانی بود که برای پرواز با اف-۴ فانتوم ۲ انتخاب شد. در سپتامبر ۱۹۶۹، او فرمانده اسکادران ۶۹ شد که در طول جنگ فرسایشی فرماندهی آن را بر عهده داشت. در جریان جنگ، بن-نون رهبری گروه فانتوم را بر عهده داشت که در عملیات ریمون ۲۰ شرکت کردند و یک میگ-۲۱ روسی را که از مصر عملیات می‌کرد، سرنگون کردند. در ۹ سپتامبر ۱۹۷۲، یک ماه پس از واگذاری فرماندهی اسکادران ۶۹ به امنون آراد، بن-نون و ناوبر زوی کسلر یک سوخوی سو-۷ سوری را سرنگون کردند. در طول جنگ یوم کیپور، بن-نون مسئول فرماندهی عملیات تهاجمی نیروی هوایی بود، با این حال هشت سورتی عملیاتی را با اسکادران سابق خود انجام داد.
در سال ۱۹۷۵، بن-نون مسئول عملیات تاکتیکی در ستاد نیروی هوایی اسرائیل شد. بین سال‌های ۱۹۷۷ تا ۱۹۸۲، او فرماندهی پایگاه هوایی هاتزور و پایگاه هوایی تل نوف را بر عهده داشت. در سال ۱۹۸۲، بن-نون ریاست بخش عملیات نیروی هوایی اسرائیل را بر عهده گرفت. در سال ۱۹۸۳، او مسئول ساخت عملیات در نیروی هوایی اسرائیل شد. در سال ۱۹۸۵، ریاست اداره برنامه‌ریزی ارتش اسرائیل را بر عهده گرفت و به درجه آلوف ارتقا یافت. در سپتامبر ۱۹۸۷، او فرمانده نیروی هوایی اسرائیل شد و جایگزین آموس لاپیدوت گردید.
تحت نظارت او، نیروی هوایی اسرائیل شروع به بهره‌برداری از آپاچی ای‌اچ-۶۴ کرد و تعداد بیشتری از جنگنده‌های اف-۱۶ را دریافت نمود. در همان زمان، نیروی هوایی اسرائیل ۵۰۰ عملیات علیه گروه‌های تروریستی مستقر در لبنان انجام داد. در سال ۱۹۹۲، بن-نون فرماندهی نیروی هوایی اسرائیل را به هرتزل بودینگر واگذار کرد و از ارتش اسرائیل استعفا داد.
در سال ۱۹۹۵، بن-نون به بیماری پارکینسون مبتلا شد.